# Чинчеро
Чинчеро, кечуа Chinchiru, исп. Chinchero — археологический памятник в Перу, крепость эпохи инков. Находится в регионе Куско, провинция Урубамба, округ Чинчеро.
Находится на высоте 3500 м. Построен, по легенде, правителем инков Тупаком Инкой Юпанки в качестве резиденции. В XVI веке сгорело во время восстания.